# Tubianwapu
Tubianwapu, jedna od brojnih malenih šošonskih skupina Sjevernih Pajuta, porodica uto-aztecan, koja je obitavala u području Virginia Cityja, u okrugu Storey, Nevada.